# مانوئل تلو (بازیکن فوتبال)
مانوئل تلو (انگلیسی: Manuel Tello؛ زادهٔ ۱۶ فوریهٔ ۱۹۸۴) بازیکن فوتبال اهل اسپانیا است.
از باشگاه‌هایی که در آن بازی کرده‌است می‌توان به باشگاه فوتبال رئال مادرید سی، باشگاه فوتبال لوانته، باشگاه فوتبال رئال مادرید کاستیا، باشگاه فوتبال فوئنلابرادا، و باشگاه فوتبال ختافه اشاره کرد.
وی همچنین در تیم‌های ملی فوتبال زیر ۱۶ سال اسپانیا، زیر ۱۹ سال اسپانیا، زیر ۲۰ سال اسپانیا، و زیر ۲۱ سال اسپانیا بازی کرده‌است.